# Gmina Proložac
Gmina Proložac (chorw. Općina Proložac) – gmina w Chorwacji, w żupanii splicko-dalmatyńskiej. W 2011 roku liczyła 3802 mieszkańców.

## Miejscowości
Gmina składa się z następujących miejscowości:
- Donji Proložac
- Gornji Proložac
- Postranje
- Ričice
- Šumet